# توکوگاوا یوشی‌یوری
توکوگاوا یوشی‌یوری (به ژاپنی: 徳川 慶頼 Tokugawa Yoshiyori); ۱۹ نوامبر ۱۸۲۸ – ۲۱ سپتامبر ۱۸۷۶) سامورایی در اواخر دوره شوگون‌سالاری توکوگاوا بود. پسر وی توکوگاوا ایه‌ساتو رهبر خاندان توکوگاوا بعد از برافتادن شوگون‌سالاری توکوگاوا بود. توکوگاوا ایه‌ساتو فرزندخوانده شوگون چهاردهم توکوگاوا ایه‌موچی و همسرش چیکاکو، شاهدخت کازو بود.